# Italo Zingarelli (Journalist)
Italo Zingarelli (* 9. Juli 1891 in Neapel; † 1979 in Rom) war ein italienischer Journalist und Schriftsteller. Von 1927 bis 1943 war er Auslandskorrespondent in Wien und Budapest. Sein besonderes Interesse galt der Außenpolitik.

## Leben
Der Sohn des Lexikografen Nicola studierte Rechtswissenschaften in Neapel und Palermo, wo sein Vater seit 1906 als Professor lehrte.
1911 schloss er mit der laurea in legge ab und begann seine journalistische Laufbahn als Redakteur bei der Tageszeitung L’Ora in Palermo. 1912 wechselte er zum Corriere della Sera, für den er von 1916 bis 1918 aus Zürich und ab 1921 aus Wien berichtete. Die Leitung von Il Secolo konnte er 1926 nur wenige Monate behalten, da er den faschistischen Machthabern politisch missfiel. Er ging erneut nach Wien, zunächst für Il Secolo, ab 1927 vertrat er La Stampa.
Von 1938 bis 1943 arbeitete er von Budapest aus. Dort war er auch kurzzeitig Pressebeauftragter der italienischen diplomatischen Vertretung. Nach der Befreiung Italiens wurde er 1945 außenpolitischer Redakteur der im Juni 1944 in Rom gegründeten Zeitung Il Tempo, die er 1952 verließ, um die Leitung von Il Globo zu übernehmen. 1962 zog er sich zurück.
In seiner Wiener Zeit, 1936, hat er eine italienische Übersetzung des Jedermann von Hugo von Hofmannsthal als Privatdruck in einer Auflage von 100 Exemplaren veröffentlicht.

## Schriften (Auswahl)
- Il dominio del Mare nel conflitto anglo Germanico. Milano 1915
- Dizionario storico-geografico dei luoghi citati nei comunicati di Cadorna con riferimento alle date di citazione : raccolta dei comunicati 25 maggio-24 novembre . Milano 1916
- I vinti : (Sei mesi in Mitteleuropa, tra l'armistizio e la pace). Firenze 1920
- L' agonia del bolscevismo : impressioni di viaggio in Russia . Milano 1923
- Das Erbe von Versailles. Zürich-Leipzig-Wien 1930[2]
- La grande Balcania . Mailand 1927
- Der Gross-Balkan. Nach dem italien. Manuskript übertr. von Marg. Morandotti Wien: Amalthea 1927[3]
- Vecchia Austria. Milano 1937, 2. Auflage bei Garzanti 1944
- Questo è il giornalismo . Rom 1946 und öfters

als Übersetzer von
- Eugen Dollmann: Roma nazista: 1937 - 1943 Milano: BUR 2002  ISBN 88-17-12801-5 (Erstausgabe 1951)